# 紫花丹
紫花丹（学名：Plumbago indica）为白花丹科白花丹属下的一个种。
种名indica意为印度的。